# 59
Évszázadok: i. e. 1. század – 1. század – 2. század
Évtizedek: 1-es évek – 10-es évek – 20-as évek – 30-as évek – 40-es évek – 50-es évek – 60-as évek – 70-es évek – 80-as évek – 90-es évek – 100-as évek
Évek: 54 – 55 – 56 – 57 –  58 – 59 – 60 – 61 – 62 – 63 – 64

## Események

### Római Birodalom
- Caius Vipstanus Apronianust (helyettese júliustól Titus Sextius Africanus) és Caius Fonteius Capitót (helyettese Marcus Ostorius Scapula) választják consulnak.
- Nero császár nem mer elválni feleségétől, Octaviától mert tart anyja, Agrippina haragjától. Ezért megszervezi anyja meggyilkolását. Anicetus, a misenumi flottaparancsnok javaslatára preparálják Agrippina sétahajóját, hogy adott jelre beszakadjon az ólommal nehezített teteje. Agrippina azonban túléli a merényletet és kiúszik a partra. Nero ezután a látszatra sem adva elküldi hozzá Anicetust, aki katonáival együtt meggyilkolja Agrippinát.
- Nero felszabadulva anyja erkölcsi felügyeletétől az arisztokrácia számára szégyenletes szórakozásokba kezd, közönség előtt kocsiversenyzik és énekel a színházban.
- Pompeiiben egy gladiátorjáték során egymásnak esik a helyi és a nuceriai közönség és a véres összecsapásban sokan meghalnak vagy megsebesülnek.
- Plinius napfogyatkozást jegyez fel Észak-Afrikában.

## Halálozások
- Március 23. - Agrippina, Nero császár anyja
- Domitia Maior, Marcus Antonius unokája, Nero nagynénje
- Cnaeus Domitius Afer, római politikus
- Marcus Servilius Nonianus, római politikus, történetíró